# Renuka
Renukaⓘ (hindi रेणुका) – bogini hinduistyczna, szczególnie znana w środkowych i południowych Indiach.
Ojcem Renuki był król Renu. Wydana została za mąż za rysziego Dźamadagniego, potomka rysziego Bhrigu. Urodziła pięcioro dzieci, w tym Paraśuramę, uznanego za awatara Wisznu z hinduistycznej trójcy (trimurti). Zamieszkiwała z rodziną leśną pustelnię.
Renuka utraciła czystość, gdy ujrzała nad rzeką odbicie ciała boga Indry lub kąpiącego się nagiego mężczyznę. Ojciec polecił synowi zabić Renukę. Paraśurama odciął matce głowę, ale poprosił ojca o jej wskrzeszenie. Zginęła w podobny sposób wtedy również inna kobieta. Przywrócone do życia ciało Renuki otrzymało na skutek pomyłki syna, głowę kobiety przynależącej do bardzo niskiej dźati (niedotykalnej).